# 7263 Takayamada
A 7263 Takayamada (ideiglenes jelöléssel 1995 DP) a Naprendszer kisbolygóövében található aszteroida. Kobajasi Takao fedezte fel 1995. február 21-én.